# Jean-François Leroy (1759-1831)
Pour les articles homonymes, voir Jean-François Leroy et Leroy.
Jean-François Leroy est un homme politique français né le 12 décembre 1759 à Baynes et mort le 18 février 1799 à Fresnay-sur-Sarthe (Sarthe).

## Biographie
Homme de loi, il est député du Calvados de 1791 à 1792. Il est ensuite maire de Bayeux et receveur particulier des finances.

## Sources
- Dictionnaire des parlementaires français… : depuis le 1er mai 1789 jusqu'au 1er mai 1889… / publ. sous la dir. de MM. Adolphe Robert, Edgar Bourloton et Gaston Cougny sur Gallica, vol. 4, p. 120.